# Patrick Huisman
Pour les articles homonymes, voir Huisman.
 (janvier 2008).
Si vous disposez d'ouvrages ou d'articles de référence ou si vous connaissez des sites web de qualité traitant du thème abordé ici, merci de compléter l'article en donnant les références utiles à sa vérifiabilité et en les liant à la section « Notes et références ».
Patrick Huisman, né le 23 août 1966 à La Haye, est un pilote automobile néerlandais.

## Palmarès
- Champion de Porsche Supercup 1997, 1998, 1999, 2000.
- Une victoire en DTM
- Champion des Pays-Bas de Supertourisme 1991
- Vainqueur des 24 Heures du Nürburgring 1992 en catégorie
- Vice-champion des Pays-Bas de Supertourisme 1993, 1994
- Vainqueur des 24 Heures de Zolder 1997, 1998
- Vainqueur des 12 Heures de Sebring 1999 en catégorie GT2
- Vainqueur des 24 Heures du Mans 1999 en catégorie GT3